# Войцех Чацький
Войцех Чацький гербу Свинка (пол. Wojciech Czacki) — польський шляхтич, урядник в Українських землях Речі Посполитої. Представник роду Чацьких, представленого у Познанському воєводстві. Поручник коронного гетьмана Яблоновського, який належно оцінив його службу та здібності. Осів на Волині, де отримав маєтки. Посади: хорунжий волинський, староста володимирський. Дружина — Катерина Загоровська, дідичка Старого Порицька, донька волинського каштеляна Стефана Загоровського. Діти:
- Міхал Геронім — ловчий і староста володимирський
- Стефан — староста мединський